# Dominique Di Piazza
Dominique Di Piazza, (Lyon 3. kerülete, 1959. március 19. –) francia basszusgitáros − és lelkész.

## Pályafutása
Di Piazza maga tanult meg gitározni. 1978-ban Jaco Pastorius „Weather Report Heavy Weather” című albuma hatására basszusgitárra váltott. Ugyanakkor teológiát tanult, majd lelkészként dolgozott egy dél-franciaországi plébánián.
Pályája során számos zenésszel lépett fel: Éric Barret, Jean-Pierre Como, Michel Perez, Louis Winsberg, Aldo Romano, Nicolas Folmer, Laurent Cugny és a Big Band Lumière, Didier Lockwood, Gil Evans, Joe di Orio, Michel Petrucciani, Katia és Marielle Labèque, Bobby Thomas Jr., Donald Harrison, Danny Gottlieb, Gary Husband, Antonio Faraò, Jeff Gardner, Giuseppe Continenza, Alex Acuña, Philippe Petrucciani, Norman Stockton, Gordon Beck, Victor Wooten, Lincoln Goines, Michael Yves Carbone.
1992-1993-ban John McLaughlin triójával világ körüli turnéra indult. A trió több mint 300 koncertet adott, és felvették a „Que Alegria” albumot is. 2000-ben a Front Page együttessel − Biréli Lagrène és Dennis Chambers társaságában − turnézott Európában, és felvett egy albumot, amely 2001-ben elnyerte az év legjobb dzsesszalbumának járó „Victory Music Award” díját.
2005-06-ban megfordult Réunionban, Mauritiuson, Madagaszkáron és több afrikai országban. 2006-ban Indiában készített CD-ket. Albuma jelent meg Antonio Faraò olasz zongoristával és André Ceccarellivel.
2012-től 2015-ig az European Jazz School basszusgitár tanára volt. Specialitása az 5 húros elektromos basszusgitár.

## Albumok
- Virgile, con Michel Pérez Quartet (1985)
- Padre, és Jean-Pierre Como Trio (1989)
- Laurent Cugny ant the Big Band Lumiere (1989)
- First, és Phillipe Petrucciani Quintet (1991)
- Que Alegría, és John McLaughlin Trio (1992)
- Wait and see, és Michael Blass (1993)
- Front Page, és Bireli Lagrene y Dennis Chambers (2000)
- Dominique Di Piazza plays Spiritual Hymns (2002)
- Carbonne – Di Piazza – Manring Trio, és Yves Carbonne y Michael Manring (2003)
- L'electrip, vol 1, és Michel Prandi Trio (2004)
- Everiday Miracles, és Agatha (2006)
- Jazz Amwin, és Meddy Gerville (2006)
- L'electrip, vol 2, és Michel Prandi Trio (2008)
- Woman's Perfume, és Antonio Farao (2008)
- Samjanitha, és U Shrinivas (2008)
- Princess Sita (2008)

## Fordítás
Ez a szócikk részben vagy egészben  a   Dominique Di Piazza című német Wikipédia-szócikk ezen változatának fordításán alapul.  Az eredeti cikk szerkesztőit annak laptörténete sorolja fel. Ez a jelzés csupán a megfogalmazás eredetét és a szerzői jogokat jelzi, nem szolgál a cikkben szereplő információk forrásmegjelöléseként.